# Lorie
Laure Pester, profissionalmente conhecida como Lorie, (Le Plessis-Bouchard, 2 de maio de 1982) é uma cantora francesa.
Ela vendeu mais de 8 milhões de álbuns e singles em todo o mundo a partir de dezembro de 2007. Seu primeiro álbum de estúdio Près de toi obteve o disco de platina triplo na França e seguiu-o com outros cinco álbuns certificados. Lorie também é uma atriz, que emprestou sua voz para muitas versões francesas de filmes internacionais, incluindo Stuart Little 2.
Ela estrelou o filme da TV TF1 De feu et de glace e foi estrela de convidada como modelo parisiense na telenovela americana The Young e o inquieto. Ela também lançou uma linha de roupas, "Lorie", encontrada apenas nas lojas Z na França. Seu contrato com Z terminou no início de 2009.